# 金髪のジェニー (テレビアニメ)
『金髪のジェニー』（きんぱつのジェニー）は、1979年7月19日から同年10月18日までに東京12チャンネル（現：テレビ東京）で放送されたテレビアニメ。全13話で30分1話。『野ばらのジュリー』と『巴里のイザベル』に続く「キリン名曲ロマン劇場」の第三作目である。南北戦争当時のアメリカを舞台とした大農園の娘・ジェニーが戦乱の中の孤児と兵士の救助を描いた物語。

## 登場人物
ジェニー・リード
声 - 小宮和枝
ロバート・マクビー
声 - 石丸博也
ビリー
声 - 丸山裕子
ジェームス・リード
声 - 阪脩
グロリア・リード
声 - 頼慶子
キャサリン・リード
声 - 中山愛子
シスター・エリザベス
声 - 菊池紘子
ベティ
声 - 田中真弓
- ナレーター：稲垣美穂子

## スタッフ
- 原案・原作：石森史郎
- 監督：土屋啓之助
- キャラクターデザイン：アベ正己
- 美術設定：岡田和夫
- 音楽：伊部晴美
- 撮影：テイ・ニシムラ
- 編集：松本高行、高橋司圭子
- タイトル：檜野良枝(タイトル87)
- 録音：石井佑貴生
- 選曲：茶畑三男
- 効果：今野康之（スワラプロダクション）
- 録音スタジオ：映広音響
- 現像所：東京現像所
- 製作担当：小池弘文、石原れい子、新井孝
- 製作進行：大塚敏徳、笠原遼也、浜田正紀
- 製作協力：童話舎、アニメ・シティー
- 挿入曲：ビクターレコード
- 製作：東京12チャンネル、ダックスインターナショナル

## 主題歌
オープニングテーマ「金髪のジェニー」
作曲 - スティーブン・フォスター / 歌 - 白鳥英美子（鴉鷺(ARO））

## 各話リスト
| 話数 | サブタイトル        | 脚本            | コンテ       | 演出         | 作画監督 | 放送日         |
| ---- | ------------------- | --------------- | ------------ | ------------ | -------- | -------------- |
| 1    | 初恋の人            | 山崎厳          | 泰泉寺博     | 泰泉寺博     | アベ正己 | 1979年 7月19日 |
| 2    | ふれあう心          | 松岡志奈        | てらだけんじ | てらだけんじ | 富永貞義 | 7月26日        |
| 3    | バラのペンダント    | 山崎厳          | 山吉康夫     | 山吉康夫     | アベ正己 | 8月2日         |
| 4    | めぐり会いの時再び  | 松岡志奈        | てらだけんじ | てらだけんじ | アベ正己 | 8月9日         |
| 5    | 母の秘密            | 松岡志奈        | 泰泉寺博     | 泰泉寺博     | 谷沢登   | 8月16日        |
| 6    | 哀しみのすれ違い    | 山崎厳          | 泰泉寺博     | 康村正一     | 谷沢登   | 8月23日        |
| 7    | 新しき旅立ち        | 松岡志奈        | てらだけんじ | てらだけんじ | 富永貞義 | 8月30日        |
| 8    | くちづけ            | 山崎厳          | 山吉康夫     | 山吉康夫     | アベ正己 | 9月6日         |
| 9    | 愛と別れ            | 松岡志奈        | 泰泉寺博     | 泰泉寺博     | 谷沢登   | 9月13日        |
| 10   | 涙の誕生日          | 松岡志奈        | 榎本高二     | 榎本高二     | アベ正己 | 9月20日        |
| 11   | ドレスを着た男の子? | 松岡志奈        | 康村正一     | 康村正一     | 谷沢登   | 9月27日        |
| 12   | 大いなる死          | 松岡志奈        | 河田武範     | 山口秀憲     | アベ正己 | 10月11日       |
| 13   | 明日への賛歌        | 山崎厳 松岡志奈 | 泰泉寺博     | 泰泉寺博     | アベ正己 | 10月18日       |

## 放送局
| 放送局           | 放送期間                 | 放送曜日 時間            |
| ---------------- | ------------------------ | ------------------------ |
| 東京12チャンネル | 1979年7月19日 - 10月18日 | 毎週木曜日 19:30 - 20:00 |

## DVD-BOX
- キリン名曲ロマン劇場「金髪のジェニー」DVD-BOX（デジソニック、2005年8月26日発売） ICDS-012